# Lamento (película)
Lamento es un cortometraje español de 2021 dirigido por Rubén Sánchez.

## Argumento
Es la historia de una chica, Ana (Sara Jiménez) que se va a una fiesta en un Parking. En una atmósfera juvenil, aunque también rodeados de amigos, busca pasárselo bien . Ana pasará un episodio traumático a consecuencia de la violencia machista que ejercen varios amigos hacia ella.

## Producción
Lamento fue estrenado en 2022 en Filmin. El corto fue producido por Smile Films. Se estrenó en el festival de Busan de Corea del Sur. El rodaje se produjo en Hospitalet de Llobregat.

## Premios y nominaciones
| Año  | Categoría          | Resultado |
| ---- | ------------------ | --------- |
| 2022 | mejor cortometraje | candidato |

### Otros premios y nominaciones
- 2022 - Semana de Cine de Medina del Campo
- 2022 - Busan International Short Film Festival   Nominación - Mejor Cortometraje
- 2022 - Semana de Cine de Melilla  Sección Oficial - Cortos
- 2022 - Certamen Nacional de Cortometraje de L’Alfàs del Pi
- 2022 - Indielisboa  Sección Oficial - Cortos
- 2022 - Curtas Vila do Conde International Film Festival  Sección Oficial - Cortos
- 2022 - Festival K-LIDOSCOPI  Sección Oficial - Cortos
- 2022 - Aesthetica Short Film Festival
- 2022 - remios Pávez – Festival Nacional de Cortometrajes de Talavera de la Rein
- 2022 - Curtas – Festival do Imaxinario